# (2910) Yoshkar-Ola
(2910) Yoshkar-Ola es un asteroide perteneciente al cinturón de asteroides, descubierto el 11 de octubre de 1980 por Nikolái Stepánovich Chernyj desde el Observatorio Astrofísico de Crimea (República de Crimea).

## Designación y nombre
Designado provisionalmente como 1980 TK13. Fue nombrado Yoshkar-Ola en homenaje a la ciudad rusa Yoshkar-Olá.